# Karla Šlechtová
Karla Šlechtová (22 de mayo de 1977) es una política y economista checa que se desempeñó como Ministra de Defensa desde diciembre de 2017 hasta junio de 2018. Anteriormente, también se desempeñó como Ministra de Desarrollo Regional de 2014 a 2017. Al terminar su mandato, fue elegida miembro de la Cámara de Diputados en octubre de 2017.
En marzo de ese mismo año, se convirtió en la primera política activa de la República Checa en declararse lesbiana.